# Lista över fornlämningar i Varbergs kommun (Värö)
Lista över fornlämningar i Varbergs kommun (Värö) är en förteckning av ett urval av de fornlämningar som finns i Värö i Varbergs kommun.
| Namn                        | Lämningstyp                 | Tillkomsttid | Historisk indelning | Plats | Läge                 | ID-nr          | Bild                                      |
| --------------------------- | --------------------------- | ------------ | ------------------- | ----- | -------------------- | -------------- | ----------------------------------------- |
| Värö 1:1                    | Grav markerad av sten/block |              | Värö, Halland       |       | 57.218290, 12.164046 | 10152200010001 | Ladda upp en bild av detta fornminne      |
| Värö 1:2                    | Stensättning                |              | Värö, Halland       |       | 57.218088, 12.164182 | 10152200010002 | Ladda upp en bild av detta fornminne      |
| Värö 1:3                    | Stensättning                |              | Värö, Halland       |       | 57.218200, 12.164850 | 10152200010003 | Ladda upp en bild av detta fornminne      |
| Värö 1:4                    | Stensättning                |              | Värö, Halland       |       | 57.218308, 12.165569 | 10152200010004 | Ladda upp en bild av detta fornminne      |
| Värö 1:5                    | Grav markerad av sten/block |              | Värö, Halland       |       | 57.218319, 12.165780 | 10152200010005 | Ladda upp en bild av detta fornminne      |
| Värö 1:6                    | Grav markerad av sten/block |              | Värö, Halland       |       | 57.218247, 12.165833 | 10152200010006 | Ladda upp en bild av detta fornminne      |
| Värö 1:7                    | Stensättning                |              | Värö, Halland       |       | 57.217975, 12.163451 | 10152200010007 | Ladda upp en bild av detta fornminne      |
| Värö 5:1                    | Grav markerad av sten/block |              | Värö, Halland       |       | 57.217081, 12.172765 | 10152200050001 | Ladda upp en bild av detta fornminne      |
| Värö 5:2                    | Grav markerad av sten/block |              | Värö, Halland       |       | 57.217081, 12.172765 | 10152200050002 | Ladda upp en bild av detta fornminne      |
| Värö 5:3                    | Grav markerad av sten/block |              | Värö, Halland       |       | 57.217081, 12.172765 | 10152200050003 | Ladda upp en bild av detta fornminne      |
| Värö 6:1                    | Stensättning                |              | Värö, Halland       |       | 57.214918, 12.176083 | 10152200060001 | Ladda upp en bild av detta fornminne      |
| Värö 9:1                    | Stensättning                |              | Värö, Halland       |       | 57.219448, 12.182775 | 10152200090001 | Ladda upp en bild av detta fornminne      |
| Knektgraven (Värö 11:1)     | Röse                        |              | Värö, Halland       |       | 57.226055, 12.198052 | 10152200110001 | Ladda upp en bild av detta fornminne      |
| Värö 12:1                   | Fästning/skans              |              | Värö, Halland       |       | 57.226224, 12.203579 | 10152200120001 | Ladda upp en bild av detta fornminne      |
| Värö 13:1                   | Stensättning                |              | Värö, Halland       |       | 57.250491, 12.110679 | 10152200130001 | Ladda upp en bild av detta fornminne      |
| Värö 14:1                   | Stensättning                |              | Värö, Halland       |       | 57.251716, 12.109922 | 10152200140001 | Ladda upp en bild av detta fornminne      |
| Värö 18:1                   | Stensättning                |              | Värö, Halland       |       | 57.248385, 12.102894 | 10152200180001 | Ladda upp en bild av detta fornminne      |
| Värö 18:2                   | Stensättning                |              | Värö, Halland       |       | 57.248296, 12.102709 | 10152200180002 | Ladda upp en bild av detta fornminne      |
| Värö 18:3                   | Stensättning                |              | Värö, Halland       |       | 57.248293, 12.102308 | 10152200180003 | Ladda upp en bild av detta fornminne      |
| Värö 19:1                   | Röse                        |              | Värö, Halland       |       | 57.246111, 12.098655 | 10152200190001 | Ladda upp en bild av detta fornminne      |
| Värö 20:1                   | Röse                        |              | Värö, Halland       |       | 57.246806, 12.098437 | 10152200200001 | Ladda upp en bild av detta fornminne      |
| Olas våle (Värö 21:1)       | Röse                        |              | Värö, Halland       |       | 57.250187, 12.094459 | 10152200210001 | Ladda upp en till bild av detta fornminne |
| Olas våle (Värö 21:2)       | Stensättning                |              | Värö, Halland       |       | 57.250118, 12.094796 | 10152200210002 | Ladda upp en bild av detta fornminne      |
| Värö 22:1                   | Stensättning                |              | Värö, Halland       |       | 57.254974, 12.086465 | 10152200220001 | Ladda upp en bild av detta fornminne      |
| Värö 29:1                   | Stensättning                |              | Värö, Halland       |       | 57.267242, 12.112028 | 10152200290001 | Ladda upp en bild av detta fornminne      |
| Värö 31:1                   | Stensättning                |              | Värö, Halland       |       | 57.268667, 12.111344 | 10152200310001 | Ladda upp en bild av detta fornminne      |
| Värö 31:2                   | Stensättning                |              | Värö, Halland       |       | 57.268205, 12.111584 | 10152200310002 | Ladda upp en bild av detta fornminne      |
| Värö 32:1                   | Röse                        |              | Värö, Halland       |       | 57.270555, 12.111358 | 10152200320001 | Ladda upp en bild av detta fornminne      |
| Värö 32:2                   | Röse                        |              | Värö, Halland       |       | 57.270744, 12.111257 | 10152200320002 | Ladda upp en bild av detta fornminne      |
| Gloppe rös. (Värö 33:1)     | Stensättning                |              | Värö, Halland       |       | 57.270618, 12.113341 | 10152200330001 | Ladda upp en bild av detta fornminne      |
| Värö 34:1                   | Stensättning                |              | Värö, Halland       |       | 57.248191, 12.200224 | 10152200340001 | Ladda upp en bild av detta fornminne      |
| Värö 37:1                   | Stensättning                |              | Värö, Halland       |       | 57.254927, 12.130639 | 10152200370001 | Ladda upp en bild av detta fornminne      |
| Värö 40:1                   | Stensättning                |              | Värö, Halland       |       | 57.284975, 12.217420 | 10152200400001 | Ladda upp en bild av detta fornminne      |
| Värö 40:2                   | Stenkrets                   |              | Värö, Halland       |       | 57.284873, 12.217724 | 10152200400002 | Ladda upp en bild av detta fornminne      |
| Värö 41:1                   | Stensättning                |              | Värö, Halland       |       | 57.279855, 12.220282 | 10152200410001 | Ladda upp en bild av detta fornminne      |
| Kadde högar (Värö 42:1)     | Röse                        |              | Värö, Halland       |       | 57.279961, 12.219076 | 10152200420001 | Ladda upp en bild av detta fornminne      |
| Kadde högar (Värö 42:2)     | Röse                        |              | Värö, Halland       |       | 57.279747, 12.218847 | 10152200420002 | Ladda upp en bild av detta fornminne      |
| Kadde högar (Värö 42:3)     | Stensättning                |              | Värö, Halland       |       | 57.279599, 12.218900 | 10152200420003 | Ladda upp en bild av detta fornminne      |
| Värö 43:1                   | Röse                        |              | Värö, Halland       |       | 57.278451, 12.220854 | 10152200430001 | Ladda upp en bild av detta fornminne      |
| Värö 44:1                   | Röse                        |              | Värö, Halland       |       | 57.278617, 12.219586 | 10152200440001 | Ladda upp en bild av detta fornminne      |
| Värö 44:2                   | Stensättning                |              | Värö, Halland       |       | 57.278881, 12.219780 | 10152200440002 | Ladda upp en bild av detta fornminne      |
| Värö 45:1                   | Stensättning                |              | Värö, Halland       |       | 57.277403, 12.223032 | 10152200450001 | Ladda upp en bild av detta fornminne      |
| Värö 47:1                   | Stensättning                |              | Värö, Halland       |       | 57.277320, 12.224038 | 10152200470001 | Ladda upp en bild av detta fornminne      |
| Värö 50:1                   | Stensättning                |              | Värö, Halland       |       | 57.278204, 12.200398 | 10152200500001 | Ladda upp en bild av detta fornminne      |
| Värö 51:1                   | Gravfält                    |              | Värö, Halland       |       | 57.279267, 12.223268 | 10152200510001 | Ladda upp en bild av detta fornminne      |
| Värö 52:1                   | Stensättning                |              | Värö, Halland       |       | 57.279867, 12.221216 | 10152200520001 | Ladda upp en bild av detta fornminne      |
| Värö 52:2                   | Stensättning                |              | Värö, Halland       |       | 57.279809, 12.221490 | 10152200520002 | Ladda upp en bild av detta fornminne      |
| Värö 52:3                   | Stensättning                |              | Värö, Halland       |       | 57.279741, 12.221854 | 10152200520003 | Ladda upp en bild av detta fornminne      |
| Värö 53:1                   | Stensättning                |              | Värö, Halland       |       | 57.273248, 12.209067 | 10152200530001 | Ladda upp en bild av detta fornminne      |
| Värö 54:1                   | Röse                        |              | Värö, Halland       |       | 57.277313, 12.227890 | 10152200540001 | Ladda upp en bild av detta fornminne      |
| Värö 55:1                   | Röse                        |              | Värö, Halland       |       | 57.279507, 12.227707 | 10152200550001 | Ladda upp en bild av detta fornminne      |
| Värö 56:1                   | Röse                        |              | Värö, Halland       |       | 57.291740, 12.167410 | 10152200560001 | Ladda upp en bild av detta fornminne      |
| Värö 57:1                   | Röse                        |              | Värö, Halland       |       | 57.292846, 12.166433 | 10152200570001 | Ladda upp en bild av detta fornminne      |
| Värö 59:1                   | Röse                        |              | Värö, Halland       |       | 57.285911, 12.176197 | 10152200590001 | Ladda upp en bild av detta fornminne      |
| Värö 60:1                   | Röse                        |              | Värö, Halland       |       | 57.285755, 12.175224 | 10152200600001 | Ladda upp en bild av detta fornminne      |
| Värö 61:1                   | Röse                        |              | Värö, Halland       |       | 57.285724, 12.173259 | 10152200610001 | Ladda upp en bild av detta fornminne      |
| Värö 62:1                   | Stensättning                |              | Värö, Halland       |       | 57.288345, 12.174300 | 10152200620001 | Ladda upp en bild av detta fornminne      |
| Värö 63:1                   | Stensättning                |              | Värö, Halland       |       | 57.289064, 12.175706 | 10152200630001 | Ladda upp en bild av detta fornminne      |
| Värö 63:2                   | Stensättning                |              | Värö, Halland       |       | 57.288848, 12.175459 | 10152200630002 | Ladda upp en bild av detta fornminne      |
| Värö 64:1                   | Gravfält                    |              | Värö, Halland       |       | 57.279592, 12.165768 | 10152200640001 | Ladda upp en bild av detta fornminne      |
| Värö 65:1                   | Hög                         |              | Värö, Halland       |       | 57.279671, 12.162070 | 10152200650001 | Ladda upp en bild av detta fornminne      |
| Värö 65:2                   | Hög                         |              | Värö, Halland       |       | 57.279741, 12.161861 | 10152200650002 | Ladda upp en bild av detta fornminne      |
| Värö 65:3                   | Stensättning                |              | Värö, Halland       |       | 57.279884, 12.161846 | 10152200650003 | Ladda upp en bild av detta fornminne      |
| Värö 66:1                   | Hög                         |              | Värö, Halland       |       | 57.280639, 12.160554 | 10152200660001 | Ladda upp en bild av detta fornminne      |
| Värö 67:1                   | Gravfält                    |              | Värö, Halland       |       | 57.278723, 12.159780 | 10152200670001 | Ladda upp en bild av detta fornminne      |
| Värö 68:1                   | Stensättning                |              | Värö, Halland       |       | 57.280692, 12.164882 | 10152200680001 | Ladda upp en bild av detta fornminne      |
| Värö 69:1                   | Hög                         |              | Värö, Halland       |       | 57.277054, 12.158209 | 10152200690001 | Ladda upp en bild av detta fornminne      |
| Värö 70:1                   | Stensättning                |              | Värö, Halland       |       | 57.287661, 12.186083 | 10152200700001 | Ladda upp en bild av detta fornminne      |
| Värö 73:1                   | Hällristning                |              | Värö, Halland       |       | 57.272355, 12.189534 | 10152200730001 | Ladda upp en bild av detta fornminne      |
| Värö 74:1                   | Stensättning                |              | Värö, Halland       |       | 57.273621, 12.192774 | 10152200740001 | Ladda upp en bild av detta fornminne      |
| Torshögen (Värö 75:1)       | Stensättning                |              | Värö, Halland       |       | 57.266648, 12.187117 | 10152200750001 | Ladda upp en bild av detta fornminne      |
| Värö 76:1                   | Stensättning                |              | Värö, Halland       |       | 57.265969, 12.188870 | 10152200760001 | Ladda upp en bild av detta fornminne      |
| Värö 76:2                   | Hällristning                |              | Värö, Halland       |       | 57.265979, 12.189054 | 10152200760002 | Ladda upp en bild av detta fornminne      |
| Värö 77:1                   | Hög                         |              | Värö, Halland       |       | 57.245210, 12.221675 | 10152200770001 | Ladda upp en bild av detta fornminne      |
| Värö 78:1                   | Hög                         |              | Värö, Halland       |       | 57.264758, 12.186632 | 10152200780001 | Ladda upp en bild av detta fornminne      |
| Värö 79:1                   | Stensättning                |              | Värö, Halland       |       | 57.265027, 12.190117 | 10152200790001 | Ladda upp en bild av detta fornminne      |
| Värö 79:2                   | Stensättning                |              | Värö, Halland       |       | 57.265052, 12.189767 | 10152200790002 | Ladda upp en bild av detta fornminne      |
| Värö 80:1                   | Stensättning                |              | Värö, Halland       |       | 57.264755, 12.191223 | 10152200800001 | Ladda upp en bild av detta fornminne      |
| Värö 80:2                   | Stensättning                |              | Värö, Halland       |       | 57.264880, 12.191893 | 10152200800002 | Ladda upp en bild av detta fornminne      |
| Värö 83:1                   | Stensättning                |              | Värö, Halland       |       | 57.257926, 12.160494 | 10152200830001 | Ladda upp en bild av detta fornminne      |
| Jättahögen (Värö 84:1)      | Gravfält                    |              | Värö, Halland       |       | 57.253282, 12.200855 | 10152200840001 | Ladda upp en bild av detta fornminne      |
| Värö 85:1                   | Hällristning                |              | Värö, Halland       |       | 57.251551, 12.210932 | 10152200850001 | Ladda upp en bild av detta fornminne      |
| Värö 85:2                   | Hög                         |              | Värö, Halland       |       | 57.251477, 12.211070 | 10152200850002 | Ladda upp en bild av detta fornminne      |
| Värö 89:1                   | Begravningsplats            |              | Värö, Halland       |       | 57.254750, 12.160073 | 10152200890001 | Ladda upp en bild av detta fornminne      |
| Slättås våle (Värö 90:1)    | Röse                        |              | Värö, Halland       |       | 57.249654, 12.235852 | 10152200900001 | Ladda upp en bild av detta fornminne      |
| Värö 92:1                   | Stensättning                |              | Värö, Halland       |       | 57.250559, 12.220523 | 10152200920001 | Ladda upp en bild av detta fornminne      |
| Värö 93:1                   | Hög                         |              | Värö, Halland       |       | 57.265454, 12.202457 | 10152200930001 | Ladda upp en bild av detta fornminne      |
| Värö 93:2                   | Stensättning                |              | Värö, Halland       |       | 57.265466, 12.202900 | 10152200930002 | Ladda upp en bild av detta fornminne      |
| Värö 93:3                   | Stensättning                |              | Värö, Halland       |       | 57.265530, 12.203174 | 10152200930003 | Ladda upp en bild av detta fornminne      |
| Värö 94:1                   | Stensättning                |              | Värö, Halland       |       | 57.253756, 12.224631 | 10152200940001 | Ladda upp en bild av detta fornminne      |
| Värö 102:1                  | Hög                         |              | Värö, Halland       |       | 57.262674, 12.212095 | 10152201020001 | Ladda upp en bild av detta fornminne      |
| Värö 102:2                  | Hög                         |              | Värö, Halland       |       | 57.262892, 12.212316 | 10152201020002 | Ladda upp en bild av detta fornminne      |
| Värö 103:1                  | Gravfält                    |              | Värö, Halland       |       | 57.261676, 12.212701 | 10152201030001 | Ladda upp en bild av detta fornminne      |
| Värö 104:1                  | Gravfält                    |              | Värö, Halland       |       | 57.261446, 12.210505 | 10152201040001 | Ladda upp en bild av detta fornminne      |
| Värö 109:1                  | Stensättning                |              | Värö, Halland       |       | 57.236797, 12.222526 | 10152201090001 | Ladda upp en bild av detta fornminne      |
| "Lia Våle". (Värö 110:1)    | Röse                        |              | Värö, Halland       |       | 57.236935, 12.230802 | 10152201100001 | Ladda upp en bild av detta fornminne      |
| Värö 111:1                  | Stensättning                |              | Värö, Halland       |       | 57.250988, 12.200417 | 10152201110001 | Ladda upp en bild av detta fornminne      |
| Malös hunnahög (Värö 112:1) | Hög                         |              | Värö, Halland       |       | 57.248265, 12.199240 | 10152201120001 | Ladda upp en bild av detta fornminne      |
| Grönehög. (Värö 115:1)      | Hög                         |              | Värö, Halland       |       | 57.248370, 12.206538 | 10152201150001 | Ladda upp en bild av detta fornminne      |
| Båles röse. (Värö 117:1)    | Röse                        |              | Värö, Halland       |       | 57.238214, 12.177261 | 10152201170001 | Ladda upp en bild av detta fornminne      |
| Båles röse. (Värö 117:2)    | Stensättning                |              | Värö, Halland       |       | 57.238433, 12.176960 | 10152201170002 | Ladda upp en bild av detta fornminne      |
| Båles röse. (Värö 117:3)    | Stensättning                |              | Värö, Halland       |       | 57.238506, 12.176699 | 10152201170003 | Ladda upp en bild av detta fornminne      |
| Värö 118:1                  | Stensättning                |              | Värö, Halland       |       | 57.230856, 12.163666 | 10152201180001 | Ladda upp en bild av detta fornminne      |
| Värö 118:2                  | Stensättning                |              | Värö, Halland       |       | 57.230907, 12.163032 | 10152201180002 | Ladda upp en bild av detta fornminne      |
| Värö 119:1                  | Röse                        |              | Värö, Halland       |       | 57.213748, 12.150560 | 10152201190001 | Ladda upp en bild av detta fornminne      |
| Värö 120:1                  | Röse                        |              | Värö, Halland       |       | 57.213992, 12.148172 | 10152201200001 | Ladda upp en bild av detta fornminne      |
| Värö 121:1                  | Stensättning                |              | Värö, Halland       |       | 57.222437, 12.127786 | 10152201210001 | Ladda upp en bild av detta fornminne      |
| Värö 122:1                  | Röse                        |              | Värö, Halland       |       | 57.215599, 12.141395 | 10152201220001 | Ladda upp en bild av detta fornminne      |
| Värö 123:1                  | Stensättning                |              | Värö, Halland       |       | 57.215883, 12.142569 | 10152201230001 | Ladda upp en bild av detta fornminne      |
| Värö 124:1                  | Stensättning                |              | Värö, Halland       |       | 57.219747, 12.151956 | 10152201240001 | Ladda upp en bild av detta fornminne      |
| Måns Bagge (Värö 125:1)     | Gravfält                    |              | Värö, Halland       |       | 57.220646, 12.153733 | 10152201250001 | Ladda upp en bild av detta fornminne      |
| "Gröthögen" (Värö 126:1)    | Stensättning                |              | Värö, Halland       |       | 57.222071, 12.148205 | 10152201260001 | Ladda upp en bild av detta fornminne      |
| "Gröthögen" (Värö 126:2)    | Stensättning                |              | Värö, Halland       |       | 57.222111, 12.148430 | 10152201260002 | Ladda upp en bild av detta fornminne      |
| Värö 130:1                  | Röse                        |              | Värö, Halland       |       | 57.239413, 12.100425 | 10152201300001 | Ladda upp en bild av detta fornminne      |
| Värö 131:1                  | Röse                        |              | Värö, Halland       |       | 57.237468, 12.100361 | 10152201310001 | Ladda upp en bild av detta fornminne      |
| Värö 132:1                  | Röse                        |              | Värö, Halland       |       | 57.234010, 12.097127 | 10152201320001 | Ladda upp en bild av detta fornminne      |
| Värö 133:1                  | Röse                        |              | Värö, Halland       |       | 57.232983, 12.099171 | 10152201330001 | Ladda upp en bild av detta fornminne      |
| Värö 133:2                  | Stensättning                |              | Värö, Halland       |       | 57.232894, 12.098970 | 10152201330002 | Ladda upp en bild av detta fornminne      |
| Värö 133:3                  | Stensättning                |              | Värö, Halland       |       | 57.233004, 12.098725 | 10152201330003 | Ladda upp en bild av detta fornminne      |
| Värö 134:1                  | Stensättning                |              | Värö, Halland       |       | 57.232533, 12.101787 | 10152201340001 | Ladda upp en bild av detta fornminne      |
| Värö 135:1                  | Stensättning                |              | Värö, Halland       |       | 57.238621, 12.101658 | 10152201350001 | Ladda upp en bild av detta fornminne      |
| Värö 135:2                  | Stensättning                |              | Värö, Halland       |       | 57.238275, 12.101691 | 10152201350002 | Ladda upp en bild av detta fornminne      |
| Värö 136:1                  | Stensättning                |              | Värö, Halland       |       | 57.228012, 12.116088 | 10152201360001 | Ladda upp en bild av detta fornminne      |
| Värö 138:1                  | Stensättning                |              | Värö, Halland       |       | 57.227694, 12.133841 | 10152201380001 | Ladda upp en bild av detta fornminne      |
| Värö 140:1                  | Grav markerad av sten/block |              | Värö, Halland       |       | 57.225859, 12.148875 | 10152201400001 | Ladda upp en bild av detta fornminne      |
| Värö 140:2                  | Grav markerad av sten/block |              | Värö, Halland       |       | 57.225799, 12.148711 | 10152201400002 | Ladda upp en bild av detta fornminne      |
| Värö 140:3                  | Grav markerad av sten/block |              | Värö, Halland       |       | 57.225889, 12.148713 | 10152201400003 | Ladda upp en bild av detta fornminne      |
| Värö 141:1                  | Stensättning                |              | Värö, Halland       |       | 57.250964, 12.152387 | 10152201410001 | Ladda upp en bild av detta fornminne      |
| Värö 142:1                  | Grav markerad av sten/block |              | Värö, Halland       |       | 57.249309, 12.156096 | 10152201420001 | Ladda upp en bild av detta fornminne      |
| Värö 142:2                  | Grav markerad av sten/block |              | Värö, Halland       |       | 57.249405, 12.156201 | 10152201420002 | Ladda upp en bild av detta fornminne      |
| Värö 147:1                  | Röse                        |              | Värö, Halland       |       | 57.292752, 12.081174 | 10152201470001 | Ladda upp en bild av detta fornminne      |
| Värö 148:1                  | Röse                        |              | Värö, Halland       |       | 57.293148, 12.082068 | 10152201480001 | Ladda upp en bild av detta fornminne      |
| Värö 148:2                  | Röse                        |              | Värö, Halland       |       | 57.293703, 12.082227 | 10152201480002 | Ladda upp en bild av detta fornminne      |
| Värö 149:1                  | Röse                        |              | Värö, Halland       |       | 57.295877, 12.085287 | 10152201490001 | Ladda upp en bild av detta fornminne      |
| Värö 149:2                  | Stensättning                |              | Värö, Halland       |       | 57.295905, 12.084561 | 10152201490002 | Ladda upp en bild av detta fornminne      |
| Värö 150:1                  | Röse                        |              | Värö, Halland       |       | 57.296645, 12.088793 | 10152201500001 | Ladda upp en bild av detta fornminne      |
| Värö 151:1                  | Röse                        |              | Värö, Halland       |       | 57.305713, 12.094293 | 10152201510001 | Ladda upp en bild av detta fornminne      |
| Värö 152:1                  | Röse                        |              | Värö, Halland       |       | 57.312917, 12.094733 | 10152201520001 | Ladda upp en bild av detta fornminne      |
| Värö 153:1                  | Röse                        |              | Värö, Halland       |       | 57.314646, 12.092521 | 10152201530001 | Ladda upp en bild av detta fornminne      |
| Värö 154:1                  | Röse                        |              | Värö, Halland       |       | 57.316027, 12.092848 | 10152201540001 | Ladda upp en bild av detta fornminne      |
| Värö 154:2                  | Röse                        |              | Värö, Halland       |       | 57.315993, 12.092602 | 10152201540002 | Ladda upp en bild av detta fornminne      |
| Värö 156:1                  | Röse                        |              | Värö, Halland       |       | 57.315472, 12.112646 | 10152201560001 | Ladda upp en bild av detta fornminne      |
| Värö 157:1                  | Röse                        |              | Värö, Halland       |       | 57.296215, 12.108131 | 10152201570001 | Ladda upp en bild av detta fornminne      |
| Högahallen (Värö 158:1)     | Röse                        |              | Värö, Halland       |       | 57.303526, 12.108940 | 10152201580001 | Ladda upp en bild av detta fornminne      |
| Värö 159:1                  | Röse                        |              | Värö, Halland       |       | 57.221914, 12.097285 | 10152201590001 | Ladda upp en bild av detta fornminne      |
| Värö 160:1                  | Röse                        |              | Värö, Halland       |       | 57.223391, 12.094373 | 10152201600001 | Ladda upp en bild av detta fornminne      |
| Värö 163:1                  | Hög                         |              | Värö, Halland       |       | 57.277145, 12.156197 | 10152201630001 | Ladda upp en bild av detta fornminne      |
| Värö 164:1                  | Stensättning                |              | Värö, Halland       |       | 57.278076, 12.155408 | 10152201640001 | Ladda upp en bild av detta fornminne      |
| Brända rös (Värö 165:1)     | Röse                        |              | Värö, Halland       |       | 57.275222, 12.134340 | 10152201650001 | Ladda upp en bild av detta fornminne      |
| Värö 166:1                  | Röse                        |              | Värö, Halland       |       | 57.279373, 12.135209 | 10152201660001 | Ladda upp en bild av detta fornminne      |
| Värö 166:2                  | Röse                        |              | Värö, Halland       |       | 57.279182, 12.135646 | 10152201660002 | Ladda upp en bild av detta fornminne      |
| Värö 166:3                  | Stensättning                |              | Värö, Halland       |       | 57.279068, 12.135603 | 10152201660003 | Ladda upp en bild av detta fornminne      |
| Värö 166:4                  | Röse                        |              | Värö, Halland       |       | 57.278972, 12.135656 | 10152201660004 | Ladda upp en bild av detta fornminne      |
| Värö 167:1                  | Fornborg                    |              | Värö, Halland       |       | 57.262978, 12.238797 | 10152201670001 | Ladda upp en bild av detta fornminne      |
| Värö 170:1                  | Stensättning                |              | Värö, Halland       |       | 57.258163, 12.141824 | 10152201700001 | Ladda upp en bild av detta fornminne      |
| Värö 170:2                  | Stensättning                |              | Värö, Halland       |       | 57.257975, 12.141899 | 10152201700002 | Ladda upp en bild av detta fornminne      |
| Värö 171:1                  | Stensättning                |              | Värö, Halland       |       | 57.260156, 12.140818 | 10152201710001 | Ladda upp en bild av detta fornminne      |
| Värö 171:2                  | Stensättning                |              | Värö, Halland       |       | 57.260095, 12.140601 | 10152201710002 | Ladda upp en bild av detta fornminne      |
| Värö 172:1                  | Stensättning                |              | Värö, Halland       |       | 57.260808, 12.136588 | 10152201720001 | Ladda upp en bild av detta fornminne      |
| Värö 173:1                  | Stensättning                |              | Värö, Halland       |       | 57.260423, 12.137297 | 10152201730001 | Ladda upp en bild av detta fornminne      |
| Värö 174:1                  | Stensättning                |              | Värö, Halland       |       | 57.252980, 12.128048 | 10152201740001 | Ladda upp en bild av detta fornminne      |
| Värö 175:1                  | Gravfält                    |              | Värö, Halland       |       | 57.265917, 12.149989 | 10152201750001 | Ladda upp en bild av detta fornminne      |
| Värö 176:1                  | Stensättning                |              | Värö, Halland       |       | 57.265651, 12.148426 | 10152201760001 | Ladda upp en bild av detta fornminne      |
| Värö 177:1                  | Gravfält                    |              | Värö, Halland       |       | 57.266899, 12.151244 | 10152201770001 | Ladda upp en bild av detta fornminne      |
| Värö 178:1                  | Stensättning                |              | Värö, Halland       |       | 57.238206, 12.123369 | 10152201780001 | Ladda upp en bild av detta fornminne      |
| Värö 180:1                  | Stensättning                |              | Värö, Halland       |       | 57.246052, 12.121431 | 10152201800001 | Ladda upp en bild av detta fornminne      |
| Värö 180:2                  | Stensättning                |              | Värö, Halland       |       | 57.246040, 12.121651 | 10152201800002 | Ladda upp en bild av detta fornminne      |
| Äggstenen (Värö 185:1)      | Hällristning                |              | Värö, Halland       |       | 57.253520, 12.155221 | 10152201850001 | Ladda upp en bild av detta fornminne      |
| Värö 206:1                  | Hög                         |              | Värö, Halland       |       | 57.251239, 12.202792 | 10152202060001 | Ladda upp en bild av detta fornminne      |
| Värö 208:1                  | Stensättning                |              | Värö, Halland       |       | 57.254027, 12.206684 | 10152202080001 | Ladda upp en bild av detta fornminne      |
| Värö 208:2                  | Stensättning                |              | Värö, Halland       |       | 57.254031, 12.206415 | 10152202080002 | Ladda upp en bild av detta fornminne      |
| Värö 208:3                  | Stensättning                |              | Värö, Halland       |       | 57.254448, 12.206277 | 10152202080003 | Ladda upp en bild av detta fornminne      |
| Värö 209:1                  | Hällristning                |              | Värö, Halland       |       | 57.249183, 12.209156 | 10152202090001 | Ladda upp en bild av detta fornminne      |
| Värö 253:1                  | Stensättning                |              | Värö, Halland       |       | 57.221606, 12.148610 | 10152202530001 | Ladda upp en bild av detta fornminne      |
| Värö 279:1                  | Stensättning                |              | Värö, Halland       |       | 57.279626, 12.163650 | 10152202790001 | Ladda upp en bild av detta fornminne      |
| Värö 288:1                  | Stensättning                |              | Värö, Halland       |       | 57.287281, 12.174003 | 10152202880001 | Ladda upp en bild av detta fornminne      |
| Värö 305:1                  | Stensättning                |              | Värö, Halland       |       | 57.283648, 12.218467 | 10152203050001 | Ladda upp en bild av detta fornminne      |
| Värö 310:1                  | Stensättning                |              | Värö, Halland       |       | 57.220742, 12.096946 | 10152203100001 | Ladda upp en bild av detta fornminne      |
| Värö 318:1                  | Fiskeläge                   |              | Värö, Halland       |       | 57.306203, 12.108324 | 10152203180001 | Ladda upp en bild av detta fornminne      |
| Värö 346                    | Stensättning                |              | Värö, Halland       |       | 57.264052, 12.192245 | 12000000080164 | Ladda upp en bild av detta fornminne      |